# Acheta marioni
Espèce
Acheta marioni est une espèce fossile d'insectes orthoptères de la famille des Gryllidae, de la sous-famille des Gryllinae (grillons) et du genre Acheta.

## Classification
Elle est décrite par Nicolas Théobald dans sa thèse de 1937,,,. L'holotype C15 de l'ère Cénozoïque, et de l'époque Éocène (38 à 33,9 Ma.) a été découvert dans la formation de Célas dans le Gard, et est conservée au Muséum d'histoire naturelle de Marseille. Il est complété par un cotype C14 de même provenance.

### Étymologie
L'épithète spécifique est un hommage au géologue provençal Antoine Fortuné Marion (1846-1900).

## Description

### Caractères
La diagnose de Théobald, 1937, : 

« Deux échantillons assez complets, couleur brun noirâtre à l'état sec ; brun mordoré à l'état humide ; les deux insectes sont couchés sur le ventre. aspect extérieur massif, large. Tête grosse, globuleuse, légèrement transversale ; antennes longues, pluriarticulées, incomplètement conservées, mais dépassant encore largement le thorax; nombreux articles très courts ; yeux à facettes bien développés, latéraux, de forme ovale. Prothorax bien développé, échancré à l'avant, convexe à l'arrière ; angles effacés ; plus large que la tête ; légèrement déprimé. Par transparence on voit au-dessous du prothorax les hanches. Pattes antérieures non fouisseuses; cuisse forte ; tibia allongé ; tarses avec deux segments visibles; pattes moyennes plus longues que les précédentes ; pattes postérieures sauteuses; cuisses renflées, très fortes, avec une arête oblique ; tibia allongé, encore très fort, tarse de trois articles, le deuxième plus court ; toutes les pattes semblent couvertes de poils fins, assez longs et serrés ; pas d'épines visibles sur les pattes. Élytres ne dépassant pas le thorax, repliés en toit sur l'abdomen ; nervation de Grillon ; l'élytre droit recouvre l'élytre gauche ; C marginale ; Sc, R et M à peu près parallèles entre elles et se dirigent vers le sommet de l'aile ; Cu et A obliques ; nombreuses nervures transversales. Ailes membraneuses dépassant les élytres et se prolongeant en une longue pointe (voir C14). Abdomen non visible. ».

### Dimensions
Longueur totale > 27 mm; tête : L = 2,5 mm, l = 4 mm ; prothorax : L = 3,5-4 mm, l = 5,5-6,5 mm ; élytres : L = 17,5 mm, l = 5 mm.

### Affinités
« Par la conformation des pattes et des élytres, ces Insectes appartiennent certainement aux Gryllidae. Les Gryllidae, déjà connus des terrains oligocènes d'Aix, de l'ambre de la Baltique et de Florissant, diffèrent des précédents.
Parmi les espèces françaises, A. bimaculata De Geer est la plus proche. Elle est assez rare en Provence, mais se trouve dans le bassin Méditerranéen, en Afrique et en Asie. ».

## Galerie

Schéma des fossiles de 1937 par N. Théobald d’Acheta marioni
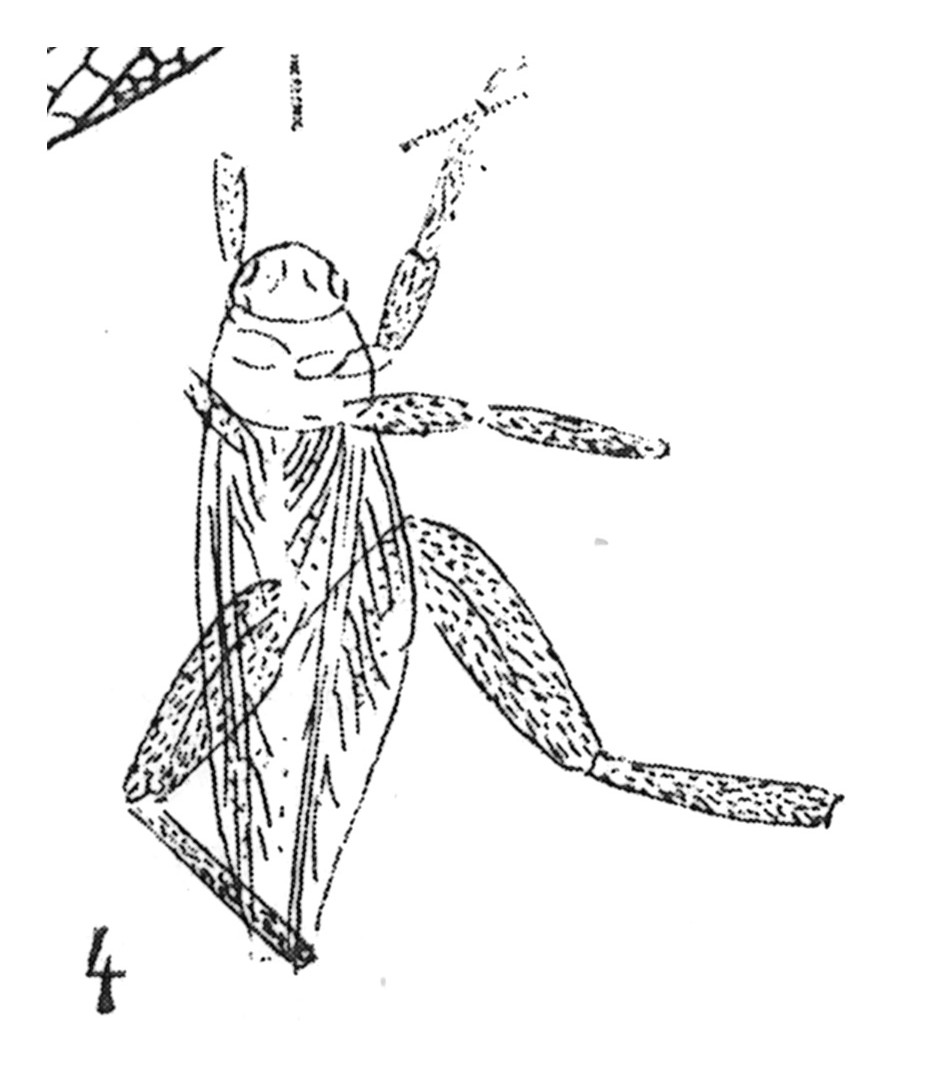
Holotype, éch. C15
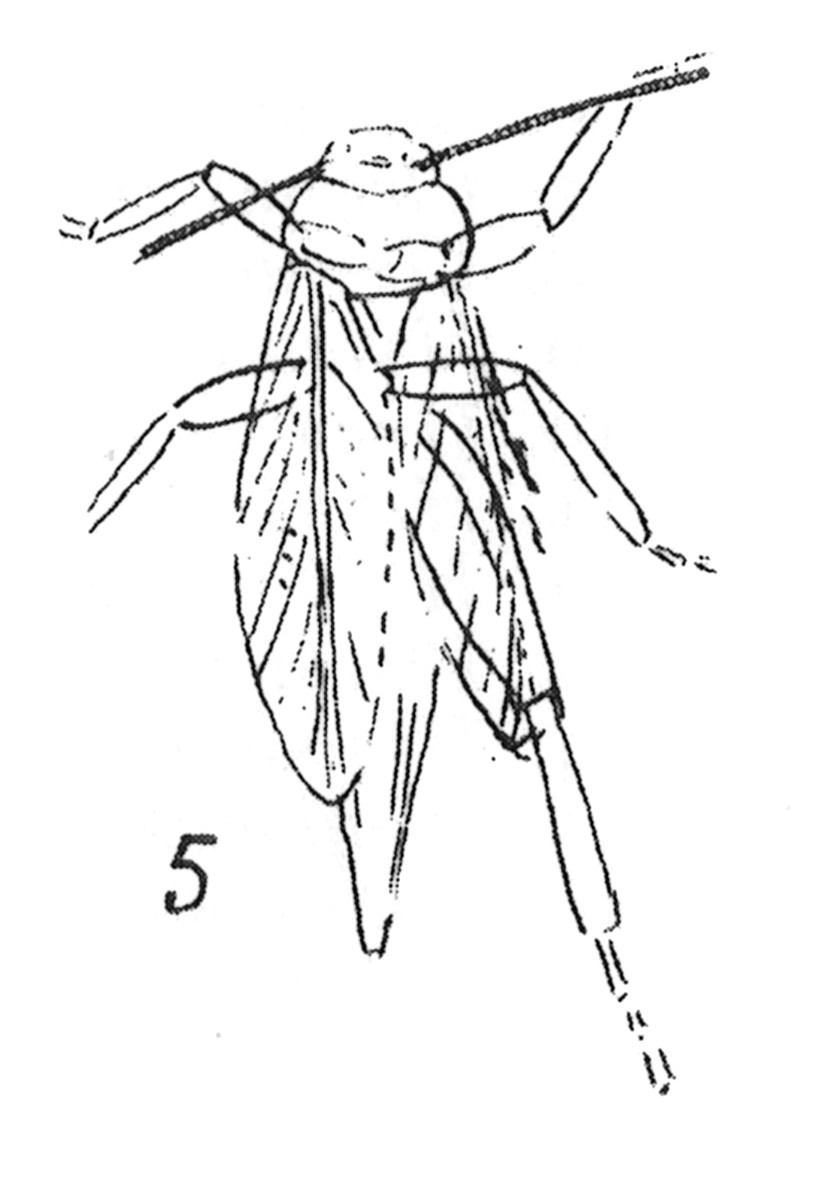
cotype, éch. C14

- Espèces d'Acheta vivantes.
- Acheta domesticus - vue de profil
- Acheta domesticus - vue de dessus
- Acheta domesticus
- Acheta hispanicus

## Publication originale
- [1937] Nicolas Théobald, « Les insectes fossiles des terrains oligocènes de France 473 p., 17 fig., 7 cartes,13 tables, 29 planches hors texte », Bulletin Mensuel de la Société des Sciences de Nancy et Mémoires de la Société des sciences de Nancy, Imprimerie G. Thomas,‎ 1937, p. 1-473 (ISSN 1155-1119 et 2263-6439, OCLC 786027547). .